# 砷化钽
砷化钽是钽和砷的化合物，化学式为TaAs。它是第一个被ARPES识别和表征的拓扑外尔费米子。

## 结构
砷化钽在体心四方晶胞中结晶，晶格参数 a = 3.44 Å 和 c = 11.65 Å。它属于空间群I41md。

## 制备
砷化钽是通过在900 °C下分解二砷化钽制备的。最近的一种制备方法通过使用元素前体和碘作为传输剂的化学传递反应产生了大的砷化钽单晶：
TaI5 (g) + AsI3 (g) ↔ TaAs (s) + 4I2 (g)